# Édison Maldonado
Édison Maldonado (Quito, Ecuador, 7 de junio de 1972). es un exfutbolista ecuatoriano. Jugaba de delantero, es recordado en su paso por Aucas, Club Deportivo El Nacional y el Centro Deportivo Olmedo.

## Selección nacional
Ha sido internacional con la Selección de fútbol de Ecuador en 10 ocasiones y logró anotar un gol, disputó la Copa América 1997.

## Clubes
| Club                | País    | Año         |
| ------------------- | ------- | ----------- |
| Aucas               | Ecuador | 1990 - 1994 |
| Barcelona SC        | Ecuador | 1995        |
| Deportivo Cuenca    | Ecuador | 1995        |
| Olmedo              | Ecuador | 1996 - 1999 |
| Blooming            | Bolivia | 1999        |
| El Nacional         | Ecuador | 2000        |
| Olmedo              | Ecuador | 2001        |
| Deportivo Quito     | Ecuador | 2002        |
| Olmedo              | Ecuador | 2003 - 2004 |
| Aucas               | Ecuador | 2005        |
| Peñarol de Chone    | Ecuador | 2006        |
| Deportivo Saquisilí | Ecuador | 2008        |

## Palmarés

### Campeonatos nacionales
| Título             | Club             | País    | Año  |
| ------------------ | ---------------- | ------- | ---- |
| Serie B de Ecuador | Deportivo Cuenca | Ecuador | 1995 |
| Liga Profesional   | Blooming         | Bolivia | 1999 |
| Serie B de Ecuador | Olmedo           | Ecuador | 2003 |